# Oralia Domínguez
Oralia Domínguez (ur. 25 października 1925 w San Luis Potosí, Meksyk, zm. 25 listopada 2013 w Mediolanie) – meksykańska śpiewaczka operowa, mezzosopran, śpiewająca w latach 50. i 60. na wiodących scenach europejskich.

## Kariera
Oralia Domínguez urodziła się w San Luis Potosi w północnym Meksyku. Studiowała w Meksyku w Narodowym Konserwatorium Muzycznym. Zadebiutowała w operze w mieście Meksyk w 1950.
Jej światowa kariera rozpoczęła się udziałem w przedstawieniu Aidy Giuseppe Verdiego u boku Marii Callas, Mario del Monaco i Giuseppe Taddei w Palacio de Bellas Artes w Meksyku w roku 1951. Nagranie  przedstawienia zostało wydane na płytach, jest do tej pory często wznawiane jako jedno z najbardziej ekscytujących nagrań operowych.
Jej europejski debiut nastąpił w Wigmore Hall w Londynie w 1953 roku. W tym samym roku zadebiutowała w La Scali, u boku Renaty Tebaldi, śpiewając Księżnę de Bouillon w Adrianie Lecouvreur. W La Scali wystąpiła także m.in. jako polska caryca Maryna Mniszek w operze Borys Godunow Modesta Musorsgkiego.
W następnym roku pod dyrekcją Victoria de Sabaty zarejestrowała Requiem G. Verdiego (z udziałem Elisabeth Schwarzkopf, Giuseppe di Stefano i Cesarego Siepi).
W 1955 roku wystąpiła w prapremierze opery Michaela Tippetta, Midsummer Marriage w londyńskiej Covent Garden Theatre, w latach 1955-1964 regularnie występowała na festiwalu w Glyndebourne (m.in. jako Pani Quickly w Falstaffie Verdiego). Śpiewała na większości liczących się scen operowych w Europie: m.in. mediolańskiej La Scali, Teatro San Carlo w Neapolu, Teatro La Fenice w Wenecji, u boku takich artystów jak m.in. Franco Corelli, Giuseppe di Stefano, Magda Olivero, Leyla Gencer, Clara Petrella, Renata Tebaldi, Boris Christow, Ettore Bastianini, Leontyne Price, Elisabeth Schwarzkopf, Margherita Roberti, Adriana Maliponte, Carlo Bergonzi, Bruno Prevedi czy Plácido Domingo.
Śpiewała niezwykle rozległy repertuar. Oprócz ról verdiowskich (Amneris, Ulryka, Azucena, Eboli, Pani Quickly), śpiewała utwory barokowe (Koronacja Poppei Monteverdiego, Orfeusz Bertoniego, Orfeusz i Eurydyka Glucka, Dydona i Eneasz Purcella, Sofonisbę Traetty, opery Händla), często repertuar współczesny (Psalmy Lili Boulanger, opery Pizzettiego, Porrino).
Posługiwała się niskim, ciemnym głosem, o mięsistej barwie, często stosując głęboki rejestr piersiowy i bardzo emocjonalną interpretację.
Rzadko zapraszana przez oficjalne firmy fonograficzne, przetrwało jednak wiele jej żywych występów: transmisje radiowe i telewizyjne, nagrania pirackie.

## Nagrania
Wykonała rolę Erdy w nagraniu Pierścienia Nibelunga Wagnera pod dyrekcją Karajana, z orkiestrą Filharmoników Berlińskich. Nagrała tytułową rolę w oratorium Vivaldiego Judyta triumfująca (pod Alberto Zedda). Inne jej nagrania, przede wszystkim żywe rejestracje, obejmują Aidę, Giocondę – partia Niewidomej (La Cieca) Plaszcz, Bal maskowy, Trubadura, Midsummer Marriage (Madame Sosostris), Requiem Verdiego, Requiem Mozarta, Małą Mszę Uroczystą Rosssiniego, Miłość czarodziejem De Falli, Pieśń o ziemi Mahlera, Rapsodię na Alt Brahmsa.
Nagrała fragmenty Carmen (w języku niemieckim) oraz niedawno wznowiony na CD recital arii (Donizetti, Rossini, Cilea, Verdi), nagrany dla Deutsche Grammophon.